# Boleophthalmus
Boleophthalmus es un género de peces de la familia de los Gobiidae en el orden de los Perciformes.

## Especies
- Boleophthalmus birdsongi (Murdy, 1989)
- Boleophthalmus boddarti (Pallas, 1770)
- Boleophthalmus caeruleomaculatus (McCulloch & Waite, 1918)
- Boleophthalmus dussumieri (Valenciennes, 1837)
- Boleophthalmus pectinirostris (Linnaeus, 1758)
- Boleophthalmus sculptus (Günther, 1861)